# Grijsrugfluiter
De grijsrugfluiter (Pachycephala rufiventris) is een zangvogel uit de familie Pachycephalidae (dikkoppen en fluiters).

## Verspreiding en leefgebied
Deze soort komt voor in Australië en Nieuw-Caledonië en telt vijf ondersoorten:
- P. r. minor: Melville en Bathurst (nabij noordelijk Australië).
- P. r. falcata: noordelijk Australië.
- P. r. pallida: noordoostelijk Australië.
- P. r. rufiventris: westelijk, centraal, zuidelijk en oostelijk Australië.
- P. r. xanthetraea: Grande Terre (Nieuw-Caledonië).

## Status
De grootte van de populatie is niet gekwantificeerd maar de soort wordt omschreven als vrij algemeen. Op de Rode lijst van de IUCN heeft deze soort de status niet bedreigd.